# Benoît Schwarz
Benoît Schwarz (ur. 19 sierpnia 1991 w Genewie) – szwajcarski curler, mistrz Europy, mistrz świata juniorów, brązowy medalista igrzysk olimpijskich i mistrzostw świata.
Studiował bankowość i finanse na Uniwersytecie Zuryskim, na którym zdobył bakalaureat. Kontynuował kształcenie na Uniwersytecie w St. Gallen, gdzie otrzymał tytuł Master of Arts. Pracuje dla Swiss International Air Lines.

## Udział w zawodach międzynarodowych
Od początku kariery w 2009 jest czwartym w drużynie Petera de Cruza.

### Wyniki

#### Kariera juniorska
- mistrzostwa świata juniorów
  - 2010 – 1. miejsce
  - 2011 – 2. miejsce
  - 2012 – 6. miejsce

#### Kariera seniorska
- igrzyska olimpijskie
  - Soczi 2014 – 8. miejsce
  - Pjongczang 2018 – 3. miejsce
- mistrzostwa świata mężczyzn
  - 2012 – 9. miejsce
  - 2013 – 7. miejsce
  - 2014 – 3. miejsce
  - 2017 – 3. miejsce
  - 2019 – 3. miejsce
  - 2021 – 3. miejsce
  - 2023 – 3. miejsce
- mistrzostwa Europy
  - 2011 – 6. miejsce
  - 2013 – 1. miejsce
  - 2015 – 2. miejsce
  - 2016 – 3. miejsce
  - 2017 – 3. miejsce
  - 2018 – 6. miejsce